# 미노와정 (군마현)
미노와정(일본어: 箕輪町)은 일본 군마현의 중부, 군마군에 속해있던 정이다. 현재의 다카사키시에 해당한다.

## 역사
- 1889년 4월 1일 - 정촌제 시행에 의해 니시군마군 미노와정이 성립하였다.
- 1896년 4월 1일 - 군 통합에 의해 군마군이 성립하여, 소속이 변경되었다.
- 1955년 4월 1일 - 구루마사토촌과 합병해 미사토정이 성립하였다,

## 참고 문헌
- 角川日本地名大辞典編纂委員会, 『角川日本地名大辞典 10 群馬県』1988, 角川書店